# Funcho

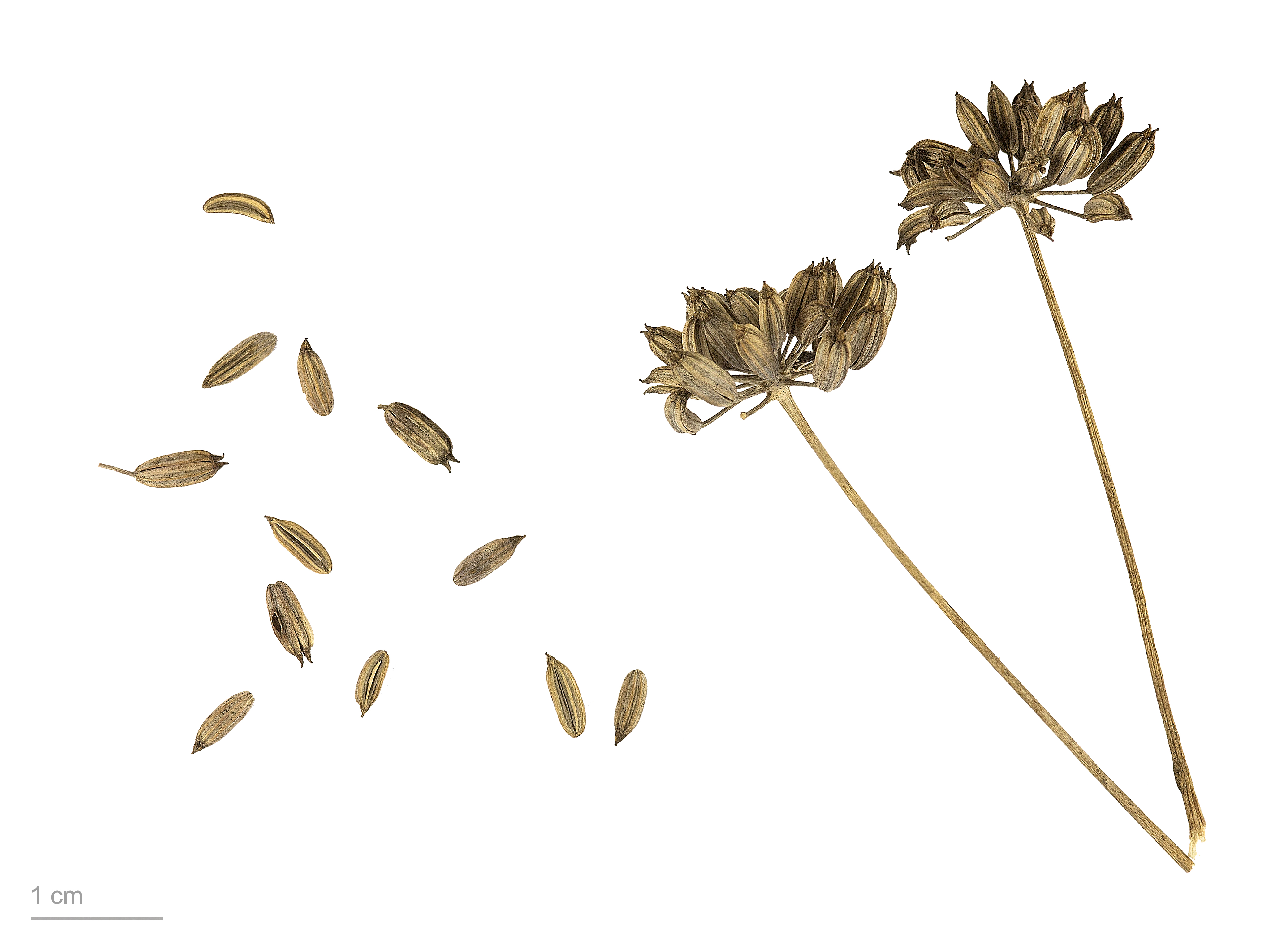
Foeniculum vulgare - MHNT

Foeniculum vulgare Mill. , popularmente erva-doce, funcho, funcho-doce, funcho de Florença, fiolho ou erva-doce de cabeça é uma herbácea fortemente aromática comestível utilizada em culinária, em perfumaria e como aromatizante na fabricação de bebidas espirituosas e planta medicinal. O funcho é nativo da bacia do Mediterrâneo, com variedades na Macaronésia e no Médio Oriente, onde ocorre no estado silvestre, mas é hoje cultivado, sob diversas formas varietais, em todas as regiões temperadas e subtropicais. O funcho costuma ser utilizado na culinária como tempero e principalmente para produção de chá, já que tem propriedades que auxiliam o intestino e tem ação calmante. 

## Sinônimos
A espécie Foeniculum vulgare possui 23 sinônimos reconhecidos atualmente.
- Anethum dulce DC.
- Anethum foeniculum L.
- Anethum minus Gouan
- Anethum panmori Roxb.
- Anethum panmorium Roxb. ex Fleming
- Anethum pannorium Roxb.
- Anethum piperitum Ucria
- Anethum rupestre Salisb.
- Foeniculum azoricum Mill.
- Foeniculum capillaceum Gilib.
- Foeniculum divaricatum Griseb.
- Foeniculum dulce Mill.
- Foeniculum foeniculum (L.) H.Karst.
- Foeniculum giganteum Lojac.
- Foeniculum officinale All.
- Foeniculum panmorium (Roxb.) DC.
- Foeniculum piperitum C.Presl
- Foeniculum rigidum Brot. ex Steud.
- Ligusticum foeniculum (L.) Roth
- Ligusticum foeniculum (L.) Crantz
- Meum foeniculum (L.) Spreng.
- Selinum foeniculum E.H.L.Krause
- Seseli foeniculum Koso-Pol.

## Descrição
O funcho é uma planta herbácea perene, de caules erectos múltiplos, com até dois metros de altura (mas em geral com menos de 80 centímetros), de cor verde intenso, por vezes glauco, tornando-se azulada quando em locais expostos à secura e a intensa radiação solar.
As folhas são longas (até 40 cm) e delgadas, finamente dissecadas, terminando em segmentos filiformes a aciculares (com cerca de 0,5 mm de diâmetro), muito flexíveis, mas que, quando expostos à secura, endurecem exteriormente para evitar a perda de água.
Produz inflorescências terminais compostas, umbeliformes, com  5 a 15 cm de diâmetro, contendo 20 a 50 flores pediceladas inseridas num único ponto do ápice da inflorescência, sobre pedúnculos curtos. As flores são minúsculas têm de 2 a 5 mm de diâmetro, amarelo a amarelo-esverdeadas.
O fruto é uma semente seca, fortemente aromática, ovoide, de 4 a 9 mm de comprimento e 2 a 4 mm de largura, achatada e com entalhes longitudinais simétricos em ambos os lados.
A raiz é rizomatosa, esbranquiçada e muito suculenta, armazenando grande quantidade de água.
O cheiro e sabor característicos (em geral designados por "anis" ou "erva-doce") resultam da presença de anetol, um composto fortemente aromatizante.

## Espécies associadas

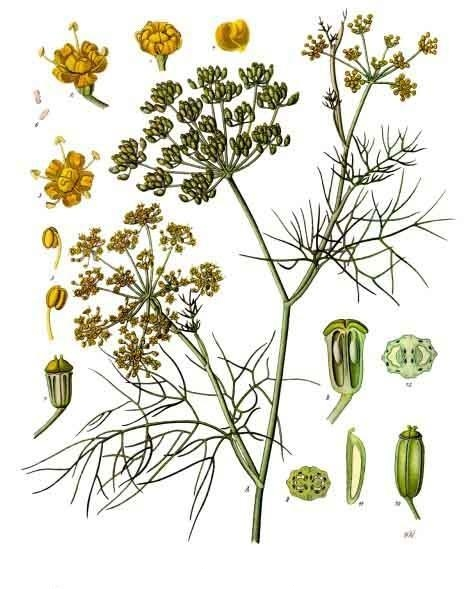
Detalhes morfológicos do funcho (da edição de 1887 do Koehler's Medicinal-plants).

A maioria dos botânicos tende a considerar o Foeniculum vulgare como a única espécie legítima do género, considerando as outras espécies descritas como meras formas. Assim, apesar das grandes diferenças morfológicas, de teor em óleos essenciais e de sabor e cheiro, as espécies antes descritas neste género parecem ser meras subespécies ou variedades de F. vulgare.
Dada a presença de óleos essenciais, a planta é muito resistente ao ataque de insectos herbívoros, sendo contudo hospedeira de alguns lepidópteros especificamente adaptados às suas características bioquímicas, incluindo formas larvais da Amphipyra tragopoginis e da Papilio zelicaon (que apenas se alimentam de umbelíferas.
Dado o seu cheiro a anis, a planta é por vezes confundida com a Pimpinella anisum (o anis), uma espécie aparentada, mas muito diferente.

## Cultura e utilização
É frequentemente utilizada em pequenas quantidades na cozinha mediterrânica como planta aromatizante, particularmente os das variedades menos ricas em óleos essenciais, serem consumidos em fresco como parte de saladas.
Pode também ser incorporado em sopas, em particular sopas destinadas a serem consumidas frias. Um dos pratos típicos dos Açores é uma sopa de feijão e inhame com folhas e caules tenros de funcho.
É frequente o seu uso como aromatizante em molhos, conservas de vegetais, curtumes e outros preparados semelhantes. Usada em baixas concentrações dá um aroma e sabor discretos, semelhante ao mentolado, mas bastante mais suave e doce.
As sementes secas são utilizadas em chás e tisanas e como aromatizante em licores e bebidas alcoólicas destiladas (como a aquavit).
Na Índia e China as sementes moídas são utilizadas para a produção de condimentos e especiarias, recebendo a designação de saunf ou moti saunf.
As suas raízes são consideradas como tendo propriedades diuréticas, sendo por esta razão comercializadas pelas ervanárias. O chá de semente de funcho é utilizado para reduzir os gases intestinais, incluindo na primeira infância e em crianças lactentes.
O anetol, o composto que lhe dá o cheiro e sabor característicos, é considerado estimulante das funções digestivas e carminativo, podendo ter propriedades coleríticas.
Em concentrações elevadas os óleos essenciais do funcho apresentam actividade insecticida, apresentando actividade neurotóxica. Este óleo faz parte da farmacopeia europeia.
Em perfumaria os óleos essenciais do funcho são utilizados para perfumar pastas dentífricas, champôs e sabonetes.

## Variedades e cultivares
Pelas suas características aromáticas e pelos usos medicinais do anetol, o funcho tem sido utilizado desde a antiguidade, sendo já cultivado no Antigo Egipto.
Na Grécia Antiga era designado por μάραθον (marathon), estando na origem do nome Maratona (que afinal, em português seria Funchal), o local da mítica batalha de Maratona travada em 490 a.C. entre gregos e persas. A mitologia grega diz que Prometeu usou um talo de funcho para roubar fogo dos deuses.
Existem múltiplas variedades cultivadas, a maior parte das quais seleccionadas pela doçura e baixa concentração de anetol, o que permite o consumo em saladas.
Outros cultivares são seleccionados para a obtenção de grandes concentrações de óleos essenciais, sendo utilizados para perfumaria e para a produção de condimentos.
Uma variedade de funcho, originária da Macaronésia e designada por F. vulgare azoricum (Mill.) Thell., caracterizada por caules mais suculentos e doces e menor concentração de óleos essenciais, o que os torna facilmente comestível em fresco, é hoje comercializada com a designação varietal de Florence. Esta forma da planta é espontânea nos Açores e na Madeira. A sua abundância está na origem do nome da cidade do Funchal, a actual capital madeirense.

## Galeria

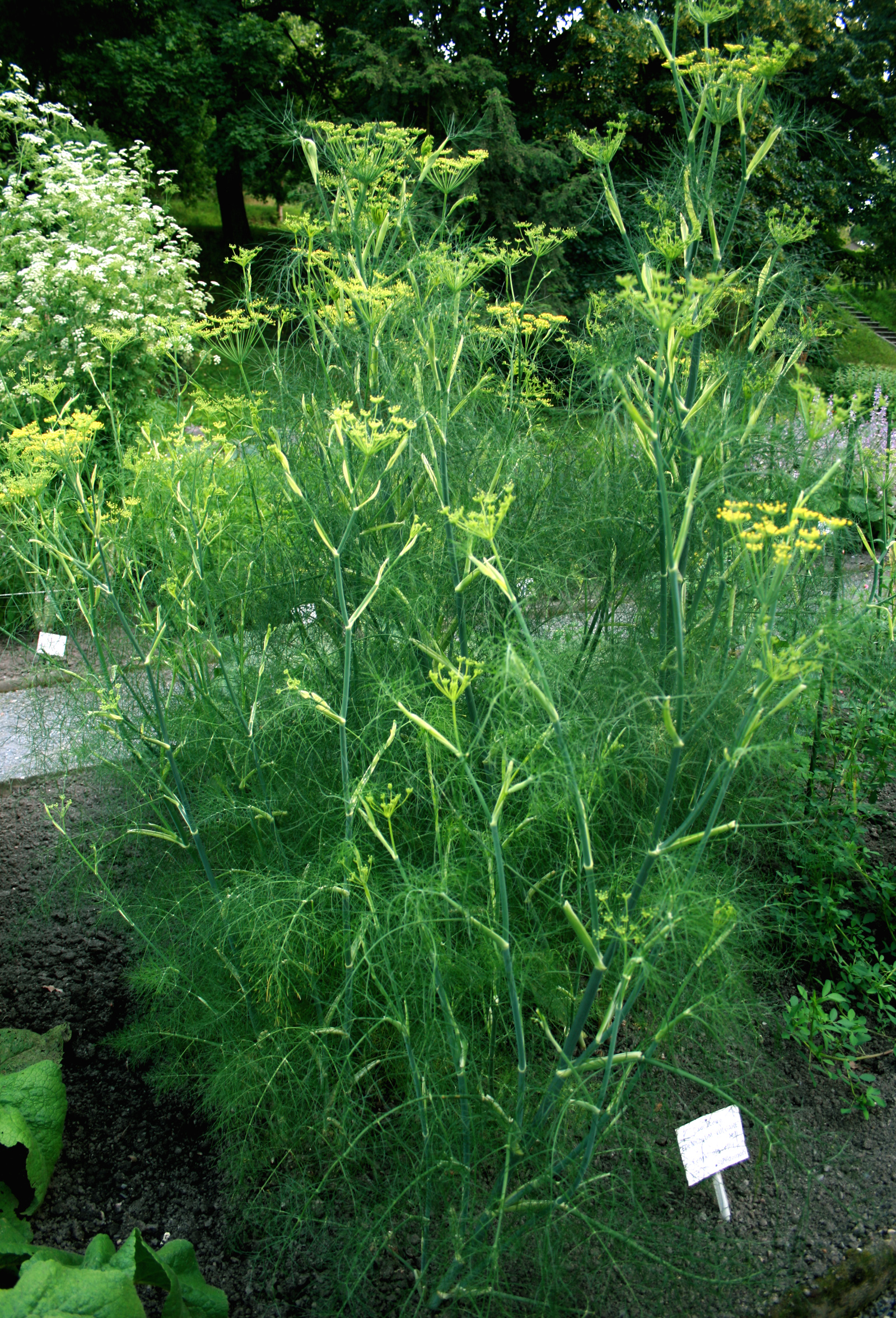
aspecto da planta adulta
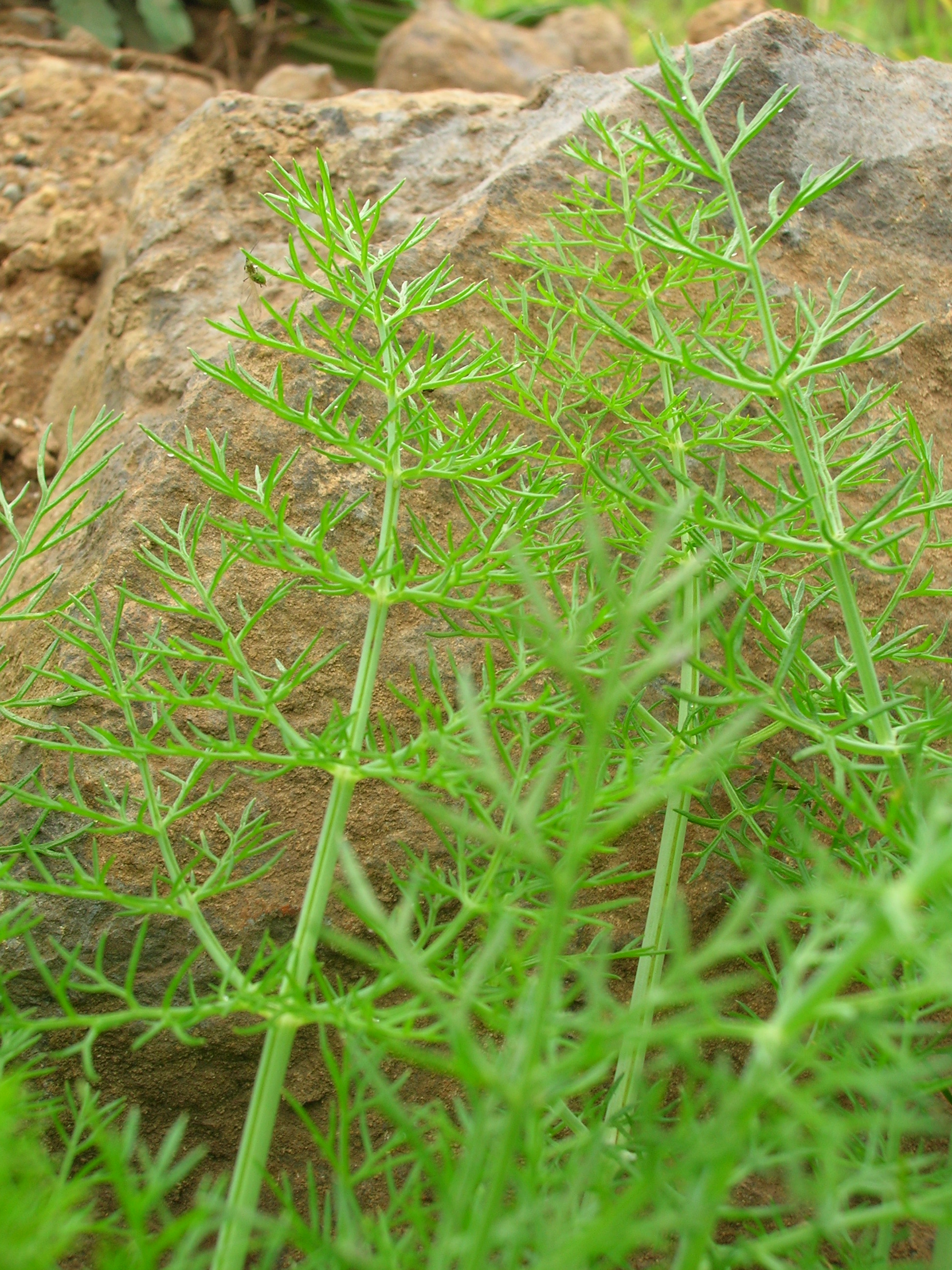
detalhe das folhas
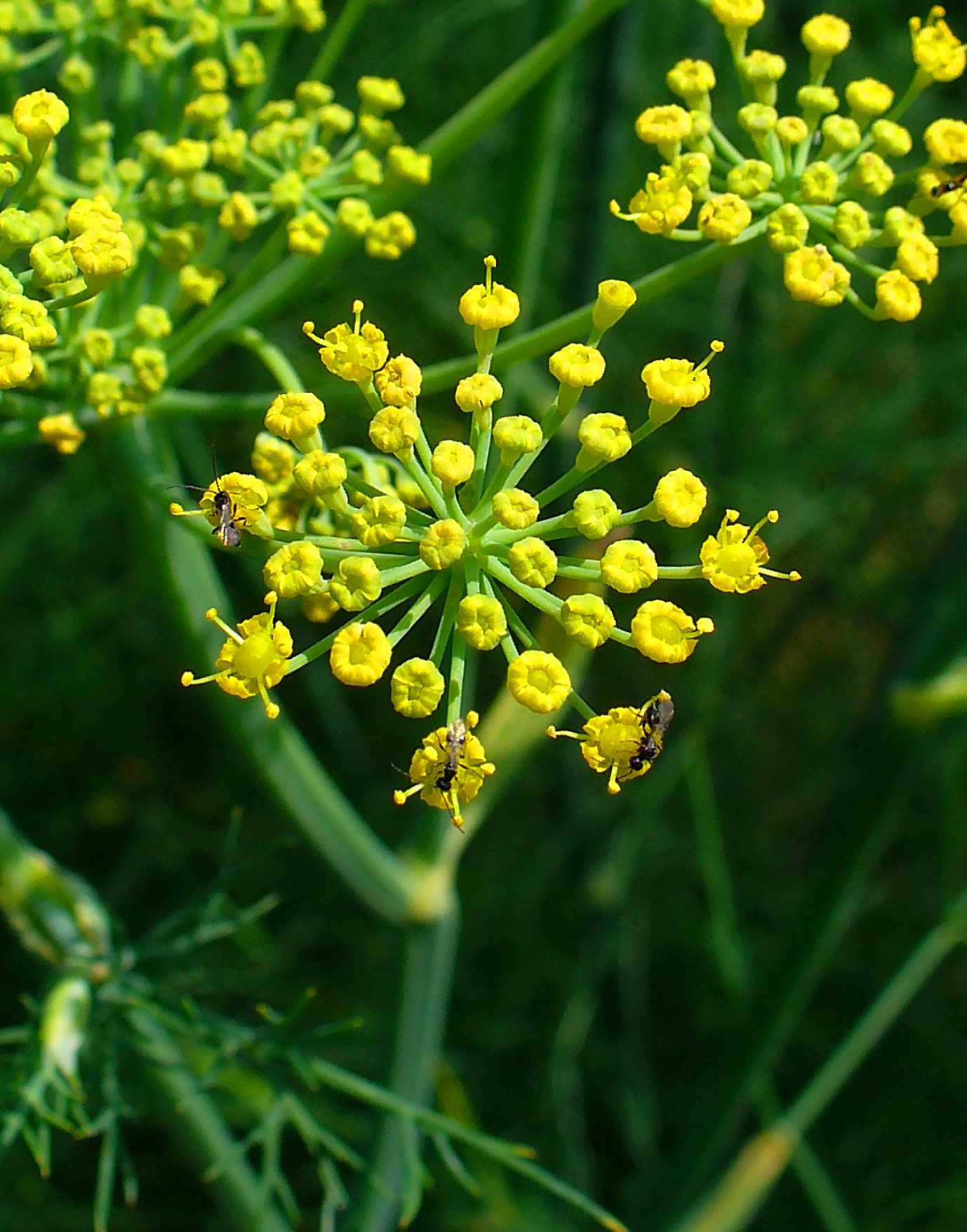
detalhe das flores
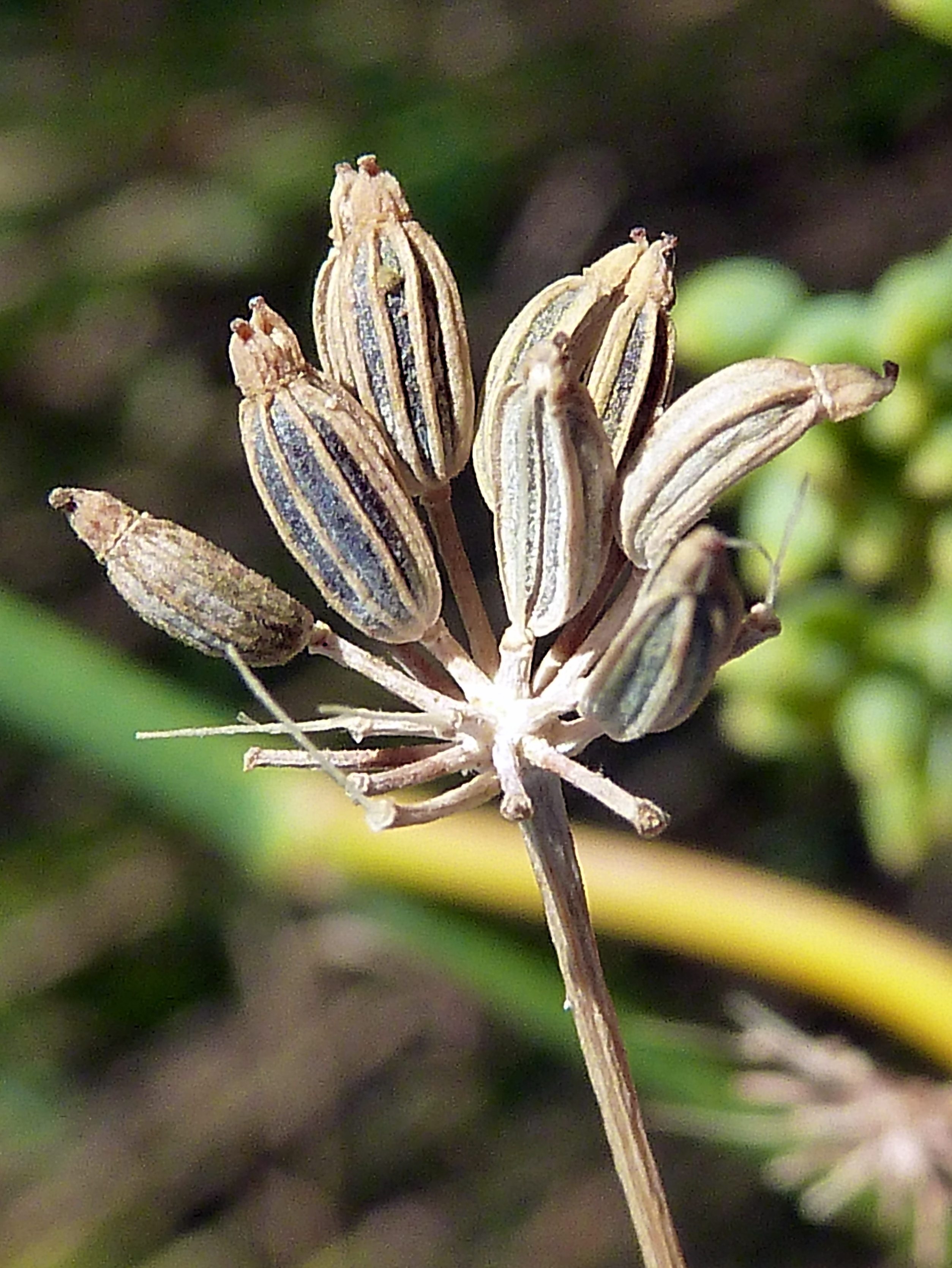
frutos
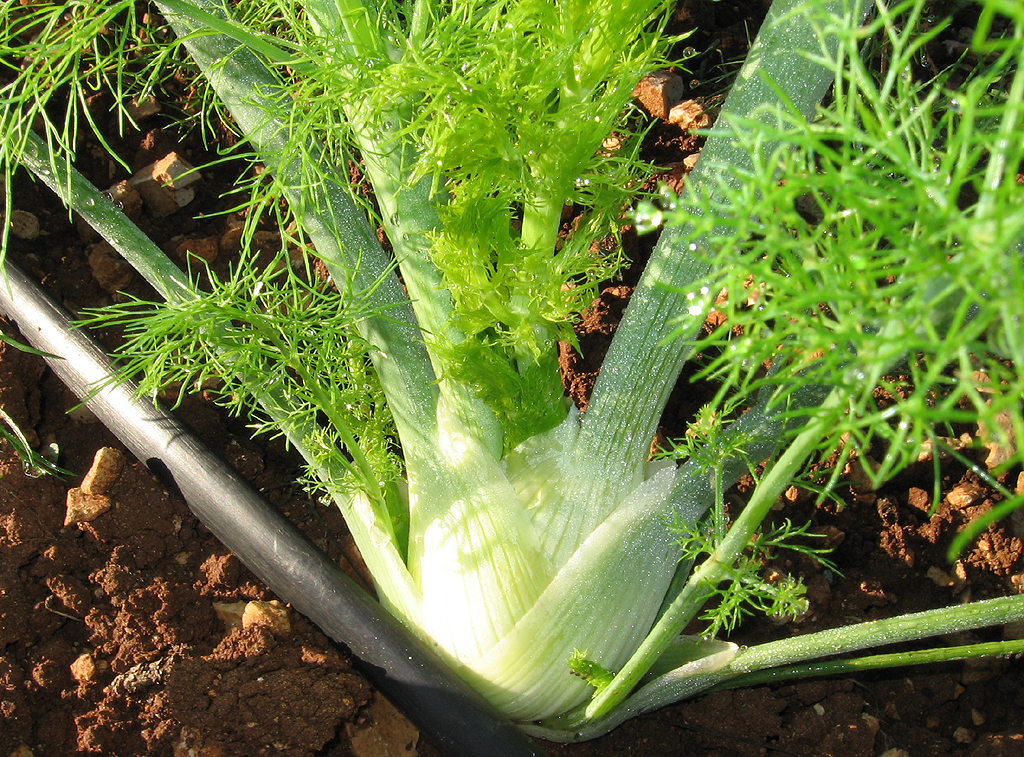
variedade com bulbo "funcho de Florença"